# Jos Hermens

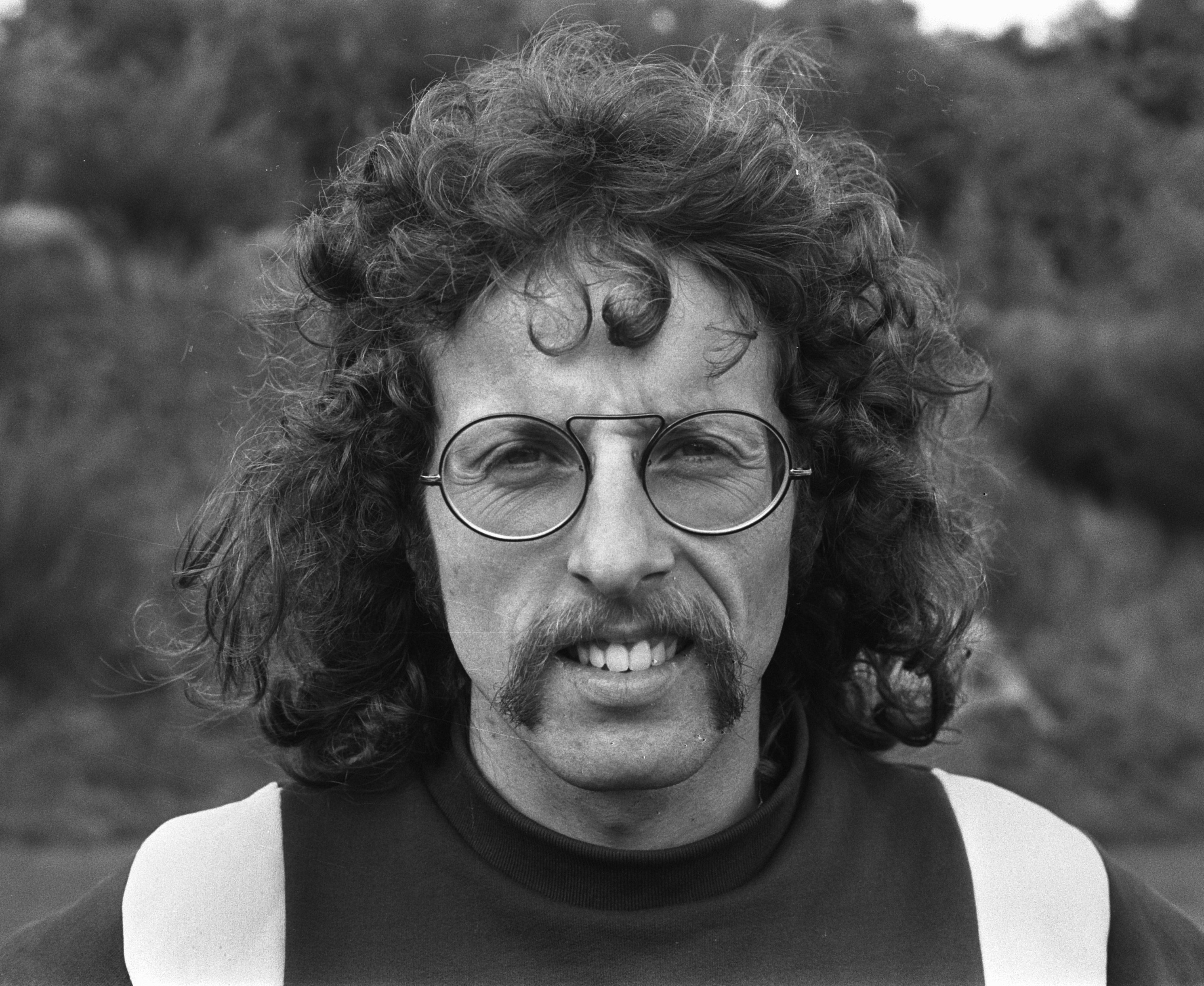
Jos Hermens, 1975

Josephus „Jos“ Maria Melchior Hermens (* 8. Januar 1950 in Nijmegen) ist ein ehemaliger niederländischer Langstreckenläufer, der heute als Manager von Leichtathleten tätig ist.

## Karriere als Leichtathlet
Jos Hermens erfolgreiche Karriere als Leichtathlet begann national mit Jugendrekorden über 1500 Meter Hindernis und 3000 Meter. Mit dem vierten Platz über 3000 Meter bei den Junioreneuropameisterschaften 1968 in Leipzig zeigte er sich auch international. 1972 wurde Hermens niederländischer Meister im Crosslauf. Bei den Olympischen Spielen 1972 in München war er Medaillenkandidat im 5000-Meter-Lauf. Nach dem Olympia-Attentat gehörte er aber zu den wenigen Sportlern, die vorzeitig abreisten, wofür sich Ankie Spitzer, Ehefrau des ermordeten André Spitzer, 30 Jahre später bei den Europameisterschaften 2002 in München bedankte.
Bei den Europameisterschaften 1974 in Rom wurde Hermens Vierter im 5000-Meter-Lauf. 1975 wurde er wiederum nationaler Crossmeister. Im gleichen Jahr stellte er im Stundenlauf mit 20.907 Meter einen Weltrekord auf. Das Jahr 1976 begann er wieder mit dem Gewinn der nationalen Crossmeisterschaften. Es folgte ein weiterer Weltrekord im Stundenlauf (20.944 Meter) und ein 10. Platz bei den Olympischen Spielen in Montreal über 10.000 Meter. In den Jahren 1977 und 1978 wurde Hermens erneut niederländischer Crossmeister.
Zu dieser Erfolgsbilanz kommen auch noch zahlreiche Titel auf der Bahn hinzu.
Hermens Weltrekord im Stundenlauf hielt bis 1991, als Arturo Barrios aus Mexiko ihn um 157 Meter überbot. Jedoch ist der ehemalige Weltrekord im Stundenlauf immer noch niederländischer Rekord.
Hermens beendete verletzungsbedingt seine Karriere 1978. Er hatte wegen seiner Verletzungsanfälligkeit auch bereits frühzeitig aufgehört, sich an Hindernisläufen zu beteiligen. Sein Training war sehr umfangreich mit langen Tempoläufen auf der Straße und der Bahn.

## Karriere als Manager
Nach seinem Karriereende arbeitete Hermens als Vertreter des Sportartikelherstellers Nike. 1985 trat dann der Olympiasieger Carlos Lopes an Hermens heran und bat ihn, sich nach Startmöglichkeiten umzuhören. Da dies auch andere Athleten hörten, hatte Hermens bald eine Gruppe von zu betreuenden Athleten.
Heute betreibt er die Firma Global Sports Communications. Zu seinen Athleten gehörten Haile Gebrselassie, Kenenisa Bekele, Irina Priwalowa, die wegen Dopings gesperrten Amewu Mensah, Katrin Krabbe, Grit Breuer, Nils Schumann, Stephanie Graf, Süreyya Ayhan, Michelle Collins und Maurren Higa Maggi. Hermens Gage beträgt etwa 10 % bis 15 % der Start- und Preisgelder seiner Athleten. Er ist bekannt dafür, dass er seine Athleten nicht als Vielstarter verheizt, sondern deren Antritte wohl dosiert.
Nach Auswertung von Materialien aus dem Prozess gegen den im Februar 2006 wegen Minderjährigendopings verurteilten Trainer Thomas Springstein ist Hermens in den Verdacht geraten, wegen seiner Kontakte zu dem spanischen Dopingarzt Miguel Peraita (die Rechnungen über Behandlungen wurden auf Hermens Name und Firma ausgestellt) zentrale Figur eines international operierenden Dopingbetrugsnetzwerks zu sein. Hermens bestreitet dies.